# Gumardee pascuali
Gumardee pascuali — вимерлий вид сумчастих ссавців родини Поторові (Potoroidae) ряду Кускусоподібні (Diprotodontia), що існував у міоцені. Скам'янілі рештки виду знайдені у формуванні Riversleigh на сході  Австралії. Описаний по голотипу, що складається з фрагменту щелепи із зубами.